# Тонфа

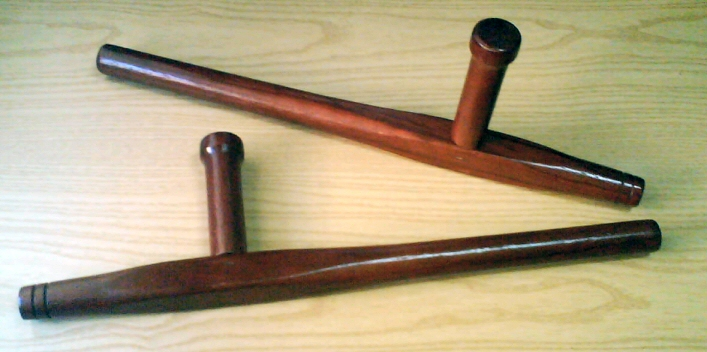
Пара тонфа

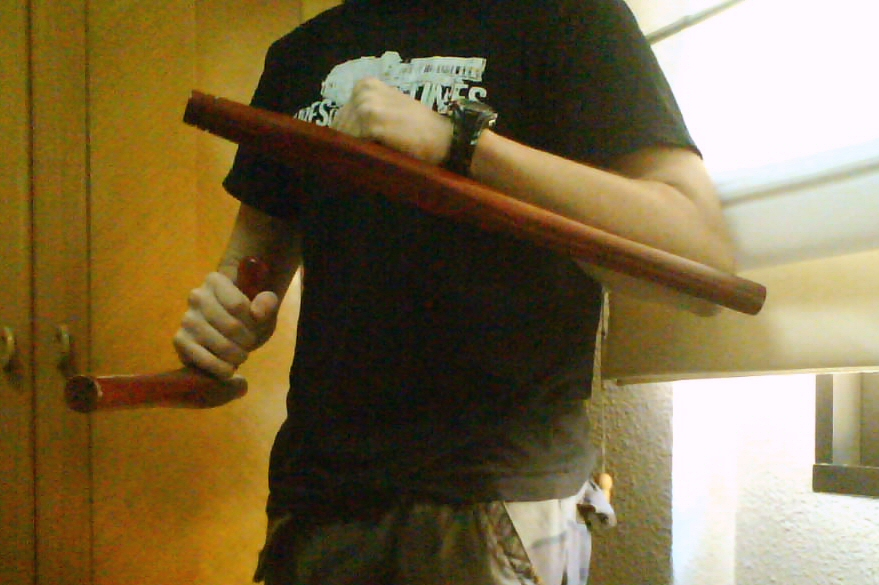
Хонте-моті (лівою рукою) і ґякуте-моті (правою)

Тонфа (яп. トンファ, кит.: 柺, «ґуай», малай. topang) — зброя ближнього бою, особливо добре відома як збройова складова окінавських бойових мистецтв. Має вигляд палиці з перпендикулярним руків'ям, прикріпленим на відстані однієї третини загальної довжини, що становить 38-51 см. Традиційно виготовляється з деревини червоного або білого дуба й використовується в парі. Вважають, що цей вид зброї походить або з Китаю, або з Південно-Східної Азії, де застосовується в схожих єдиноборствах.

## Історія
Незважаючи на те, що тонфа зазвичай пов'язується з окінавськими бойовими мистецтвами, щодо її походження тривають суперечки. Одним з найбільш ймовірних місць походження називається Китай, хоча не виключаються і Індонезія з Таїландом. Згідно з окінавською традицією, тонфа походить від руків'я для ручних жорен. Китайська і малайська назви зброї (відповідно «ґуай» і «топанґ») буквально означають «милиця, костур», що може вказувати на походження тонфи від цього предмета. У Камбоджі й Таїланді використовується аналогічна зброя, що складається з пари коротких київ, прив'язаних до передпліч, і відома в тайській мові як «май-сок», у кхмерській — як «бокґатау». Таїландський і малайзійський май-сок часто має схожу будову з тонфою: наявне перпендикулярне руків'я. Ця зброя може бути первісним варіантом тонфи.

## Прийоми
У бойовому хваті тонфа виступає за лікоть приблизно на 3 см. Є три види хватів: «хонте-моті» (природний), «ґякуте-моті» (зворотний) і «токусю-моті» (особливий). У натуральному хваті рука береться за руків'я, а довша частина древка розташовується вздовж нижньої сторони передпліччя. Цей хват забезпечує захист чи жорсткість вздовж передпліч, а також забезпечує посилення для бекфісту, ударів ліктями і кулаками. У бою тонфа може повертаючись, відкидатися вперед у хват «ґякуте» для удару чи поштовху. Майстри бойових мистецтв можуть також випустити тонфу і схопити її за древко — цей хват називається «токусю-моті». Це уможливлює використати руків'я як гак, аналогічно серпу-камі. «Токусю-моті» не є звичайним хватом, але він використовується в ката Яраґува.